# Католическая лига (1538)
Католическая лига, Священная лига католических князей Германии (Нюрнбергский союз, Нюрнбергская лига, Liga sancta) — союз (ассоциация) католических князей Германских государств в Германо-Римской империи заключённый с экономическими, политическими и религиозными целями против Шмалькальденского союза протестантских князей и вольных имперских городов.

## История
Когда протестантские чины империи, составив Шмалькальденский союз (лигу), заявили, вместе с Баварией, протест против избрания Фердинанда в германо-римские короли и стали искать сближения с Францией, Венгрией и Данией, Карл V должен был даровать им в Нюрнберге (1532 год) первый религиозный мир, обеспечивший за ними свободу исповедания до будущего собора. Между тем, германо-римский император, не имел возможности начать борьбу с шмалькальденцами с оружием в руках, по их уничтожению, так как он весь был поглощён внешними делами (войнами с Францией, Османской империей, итальянскими делами и так далее). В это время Шмалькальденский союз приобрел решительный перевес внутри Германо-Римской империи, так опираясь на Шмалькальденскую лигу, ландграф Филипп I Гессенский «Великодушный» снова восстановил на престоле изгнанного герцога Ульриха Вюртембергского, вот в связи с этим и было задумано создание католической контрлиги (Нюрнбергского союза), для уничтожения протестантов.
И она была создана по инициативе Матфия Гельда, советника германо-римского императора Карла V, при содействии его и папы римского, с экономическими, политическими и религиозными целями против союза протестантских князей и горсоветов вольных имперских городов, 10 июня 1538 года, в Нюрнберге, как противовес, союз (ассоциация) всех католических элементов государств Германо-Римской империи, и должна была противостоять распространению протестантизма и бюргерского развития в Священной Римской империи.
С 1538 года к Нюрнбергскому союзу присоединился архиепископ магдебургский и курфюрст майнцский Альбрехт.
Из-за серьёзных конфликтов интересов и взаимного недоверия между её участниками Священная лига оказалась неэффективной организацией. Хотя официально она была распущена в 1549 году, как минимум с 1545 года она не существовала де-факто, и её члены вели различную нескоординированную политическую и экономическую деятельность в союзе германских государств.